# 化合物一覧
化合物一覧（かごうぶついちらん）では、ウィキペディア日本語版に記事が存在する化合物の一覧を掲載する。

## ア行
- アーティカイン - C13H20N2O3S
- アウラプテン - C19H22O3
- 亜鉛華 → 酸化亜鉛 - ZnO
- 亜塩素酸 - HClO2
- 亜塩素酸カリウム - KClO2
- 亜塩素酸ナトリウム - NaClO2
- 青葉アルコール - C6H11OH
- 赤色40号 → アルラレッドAC
- アカラブルチニブ - C26H23N7O2
- アクチニジン - C10H13N
- アクリルアミド - C3H5NO
- アクリル酸 - C2H3COOH
- アクリル酸2-ヒドロキシエチル - CH2CHCOOCH2CH2OH
- アクリル酸メチル - CH2=CHCOOCH3
- アクリロニトリル - CH2=CHCN
- アクロレイン - C2H3CHO
- アゲリフェリン - C22H24Br2N10O2
- アコニチン - C34H47NO11
- アザジラクチン - C35H44O16
- 亜酸化炭素 - C3O2
- 亜酸化窒素 - N2O
- アジ化アンモニウム - NH4N3
- アジ化エチル - C2H5N3
- アジ化カリウム - KN3
- アジ化銀(I) - AgN3
- アジ化水素 - HN3
- アジ化銅(I) - CuN3
- アジ化銅(II) - Cu(N3)2
- アジ化ナトリウム - NaN3
- アジ化鉛(II) - Pb(N3)2
- アジ化メチル - CH3N3
- アジ化リチウム - LiN3
- 亜ジチオン酸 - H2S2O4
- 亜ジチオン酸ナトリウム - Na2S2O4
- アジドモルヒネ - C17H20N4O2
- アジピン酸 - HOOC(CH2)4COOH
- アジポアミド - H2NOC(CH2)4CONH2
- アジポニトリル - NC(CH2)4CN
- 亜臭素酸 - HBrO2
- アジュマリン - C20H26N2O2
- 亜硝酸 - HNO2
- 亜硝酸アミル - C5H11・ONO
- 亜硝酸イソブチル - (CH3)2CHCH2NO2
- 亜硝酸カリウム - KNO2
- 亜硝酸ナトリウム - NaNO2
- 亜硝酸ブチル - C4H9NO2
- 亜硝酸メチル - CH3NO2
- アスコルビン酸 - C6H8O6
- アスタキサンチン - C40H52O4
- アスタチン化水素 - HAt
- アスパラギン酸 - C4H7NO2
- アスパルテーム - C14H18N2O5
- アスピリン → アセチルサリチル酸
- アズレン - C10O8
- アセスルファムカリウム - C4H4KNO4S
- アセタミプリド - C10H11ClN4
- アセチルCoA - C23H38P3NO17S
- アセチルコリン - (CH3)3N+CH2CH2OCOCH3
- アセチルサリチル酸 - C6H4(OCOCH3)COOH
- アセチレン - C2H2
- アセトアニリド - C6H5NHCOCH3
- アセトアミド - CH3CONH2
- アセトアミノフェン - C8H9NO2
- アセトアルデヒド - CH3CHO
- アセト酢酸エチル - CH3COCH2COOC2H5
- アセトニトリル - CH3CN
- アセトフェノン - C6H5COCH3
- アセトラクトン - C2H2O2
- アセトン - (CH3)2CO
- アセトンシアノヒドリン - C4H7NO
- アセトンチオセミカルバゾン - C4H9N3S
- アセフェート - C4H10NO3PS
- 亜セレン酸 - H2SeO3
- 亜セレン酸ナトリウム - Na2SeO3
- アゾキシベンゼン - C6H5N(O)NC6H5
- アゾジカルボンアミド - C2H4N4O2
- アゾジカルボン酸ジエチル - CH3CH2OCON=NCOOCH3CH2
- アゾビスイソブチロニトリル - C8H12N
- アゾベンゼン - C6H5N=NC6H5
- アゾルビン - C20H12N2Na2O7S2
- アタザナビル - C38H52N6O7
- アダリムマブ - C6428H9912N1694O1987S46
- アダリン - C7H13BrN2O2
- アデニル酸 - C10H14N5O7P
- アデニン - C5N4H3NH2
- アデノシン三リン酸 - C10H14N5O13P3
- アデノシン二リン酸 - C10H15N5O10P2
- アテノロール - C14H22N2O3
- 亜テルル酸 - H2TeO3
- アドレナリン - C9H13NO3
- アドレノクロム - C9H9NO3
- アトロピン - C17H23NO3
- アナグリプチン - C19H25N7O2
- アナストロゾール - C17H19N5
- アニソール - C6H5OCH3
- アニリン - C6H5NH2
- アニリン塩酸塩 - [ C6H5NH3 ]+Cl-
- アビエチン酸 - C20H30O2
- 亜ヒ酸 - As(OH)3
- アファチニブ - C24H25ClFN5O3
- アフィジコリン -  - C20H34O4
- アブシシン酸 - C15H20O4
- アブシンチン - C30H40O6
- アホエン - C9H14OS3
- アマンタジン - C10H15NH2
- アミグダリン - C20H27NO11
- アミノアセトニトリル - NH2CH2CN
- アミノベンゼン → アニリン - C6H7N
- アミノプロピオニトリル - NH2C2H4CN
- アミノ酪酸 - C4H9NO2
- アミロース - C6nH10n+2O5n+1
- アミロライド - C6H8ClN7O
- アラキドン酸 - C20H32O2
- アラニン - CH3CHNH2COOH
- アラビノース - C5H10O5
- アリイン - C6H11NO3S
- アリザリン - C14H8O4
- アリザリンイエローR - C13H9N3O5
- アリシン - C6H10OS2
- アリスキレン - C30H53N3O6
- アリチアミン - C15H22N4O2S2
- 亜硫酸 - H2SO3
- 亜硫酸カリウム - K2SO3
- 亜硫酸カルシウム - CaSO3
- 亜硫酸水素カリウム - KHSO3
- 亜硫酸水素ナトリウム - NaHSO3
- 亜硫酸ナトリウム - Na2SO3
- 亜硫酸バリウム - BaSO3
- 亜硫酸マグネシウム - MgSO3
- アリルアルコール - C3H6O
- 亜リン酸 - H3PO3
- 亜リン酸トリメチル - P(OCH3)3
- アルギニン - C6H14N4O2
- アルギン酸ナトリウム
- アルゴンフッ素水素化物 - HArF
- アルシン - AsH3
- アルテロラン - C22H36N2O4
- アルピデム - C21H23Cl21N3O
- α-ケトグルタル酸 - C5H6O5
- α-ナフチルチオ尿素 - C10H7NHC(S)NH2
- アルベカシン - C22H44N6O10
- アルミナ → 酸化アルミニウム
- アルミニウムグリシネート - C2H6AlNO4
- アルミン酸ストロンチウム - Sr(AlO2)2
- アルミン酸ナトリウム - NaAlO2
- アルモダフィニル - C15H15NO2S
- アルラレッドAC - C18H14N2O8S2
- アロチノロール - C15H21N3O2S3
- アレン - C3H4
- アンゲリカ酸 - C5H8O2
- 安息香酸 - C6H5COOH
- 安息香酸エチル - C6H5COOC2H5
- アンテラキサンチン - C40H56O3
- アントラキノン - C14H8O2
- アントラセン - C14H10
- アントラニル酸 - C6H4COOHNH2
- アンドロステロン - C19H30O2
- アンピシリン - C16H19N3O4S
- アンピロキシカム - C20H21N3O7S
- アンフェタミン - C9H11NH2
- アンブレイン - C30H52O
- アンブロキシド - C16H28O
- アンモニア - NH3
- イエロー2G - C16H10Na2N4O7S2
- イオノン - C13H20O
- イソオクタン - C8H18
- イソシアン酸メチル - H3C - N=C=O
- イソニアジド - C6H7N3O
- イソフタル酸 - C6H4COOHCOOH
- イソブタン - CH(CH3)3
- イソブチルアルコール - (CH3)2CHCH2OH
- イソフラボン - C15H10O2
- イソプレゴール - C10H18O
- イソプレン - C5H8
- イソプロパノール - CH3CH(OH)CH3
- イソプロピルアルコール → 2-プロパノール
- イソペンタン - CH3CH2CH(CH3)2
- イソペンテニル二リン酸 - C5H12O7P2
- イソマルトース - C12H22O11
- イソロイシン - C6H13NO2
- 一酸化ポロニウム - PoO
- 一酸化硫黄 - SO
- 一酸化塩素 - ClO
- 一酸化銀 - Ag2O
- 一酸化ケイ素 - SiO
- 一酸化ゲルマニウム - GeO
- 一酸化シクロオクタ硫黄 - S8O
- 一酸化炭素 - CO
- 一酸化窒素 - NO
- 一酸化テルル - TeO
- 一酸化鉛 - PbO
- 一酸化二硫黄 - S2O
- 一酸化二塩素 - Cl2O
- 一酸化二炭素 - C2O
- 一酸化二ヨウ素 - I2O
- イドクスウリジン - 
C9H11IN2O5
- イノシトール - C6H12O6
- イノシン - C10H12N4O5
- イノシン酸 - C10H13N4O8P
- イフェンプロジル - C21H27NO2
- イブプロフェン - C13H18O2
- イミダゾール - C3H4N2
- イリノテカン - C33H38N4O6
- イロフルベン - C15H18O3
- インジナビル - C36H47N5O4
- インターフェロン
- インターロイキン
- インダカテロール - C24H28N2O3
- インダノレクス - C12H17NO
- インディゴ - C16H10N2O2
- インドール - C8H7N
- インドール-3-酢酸 - C10H9NO2
- インフリキシマブ -  - C6428H9912N1694O1987S46
- ウラシル - C4H4N2O2
- ウリジル酸 - C9H13N2O9P
- ウリジン-C9H12N2O6
- エイコサペンタエン酸 - C19H29COOH
- エクジソン - C27H44O6
- エストラジオール - C18H24O2
- エストロン - C18H22O2
- エタノール - C2H5OH
- エタン - C2H6
- エタンチオール - C2H6S
- エチルアミン - C2H5NH2
- エチルtert-ブチルエーテル - C6H14O
- エチルパラニトロフェニルチオノベンゼンホスホネイト - C14H14NO4PS
- エチルフェニルエーテル - C8H10O
- エチルベンゼン - C6H5C2H5
- エチレン - C2H4
- エチレンオキシド - CH2CH2O
- エチレングリコール - HO(CH2)2OH
- エチレンジアミン四酢酸(EDTA) - [ CH2N(CH2COOH) ]2
- エナント酸 - CH3(CH2)5COOH
- エフェドリン - C10H15NO
- エポキシエタン - C2H4O
- エライジン酸 - CH3(CH2)7CH=HC(CH2)7COOH
- エリスロマイシン - C37H67NO13
- エルカ酸 - CH3(CH2)7CH=CH(CH2)11COOH
- エルゴステロール- C28H44O
- 塩化亜鉛 - ZnCl2
- 塩化アセチル - CH3COCl
- 塩化アリル - CH2=CHCH2Cl
- 塩化アルミニウム - AlCl3
- 塩化アンチモン(III) - SbCl3
- 塩化アンチモン(V) - SbCl5
- 塩化アンモニウム - NH4Cl
- 塩化エチル → クロロエタン
- 塩化カリウム - KCl
- 塩化カルシウム - CaCl2
- 塩化金(I) - AuCl
- 塩化金(III) - AuCl3
- 塩化銀 - AgCl
- 塩化クロム(曖昧さ回避)
- 塩化コバルト(曖昧さ回避)
- 塩化水銀(I) - Hg2Cl2
- 塩化水銀(II) - HgCl2
- 塩化水素 - HCl
- 塩化スズ(II) - SnCl2
- 塩化スズ(IV) - SnCl4
- 塩化ストロンチウム - SrCl2
- 塩化セシウム - CsCl
- 塩化セチルピリジニウム - C21H38NCl
- 塩化チオニル - SOCl2
- 塩化チタン(II) - TiCl2
- 塩化チタン(III) - TiCl3
- 塩化チタン(IV) - TiCl4
- 塩化鉄(II) - FeCl2
- 塩化鉄(III) - FeCl3
- 塩化銅(I) - CuCl
- 塩化銅(II) - CuCl2
- 塩化ナトリウム - NaCl
- 塩化鉛(曖昧さ回避)
- 塩化ニッケル(II) - NiCl2
- 塩化ニトロシル - NOCl
- 塩化白金(II) - PtCl2
- 塩化白金(IV) - PtCl4
- 塩化パラジウム - PdCl2
- 塩化バリウム - BaCl2
- 塩化ピクリン - CCl3NO2
- 塩化ビニリデン → 1,1-ジクロロエチレン
- 塩化ビニル → クロロエチレン
- 塩化ベンジル - C6H5CH2Cl
- 塩化ベンゼンジアゾニウム - [ C6H5N≡N ]+Cl-
- 塩化マグネシウム - MgCl2
- 塩化マンガン(II) - MnCl2
- 塩化リチウム - LiCl
- 塩化ルビジウム - RbCl
- 塩素酸 - HClO3
- 塩素酸亜鉛 - Zn(ClO3)2
- 塩素酸アンモニウム - NH4ClO3
- 塩素酸カリウム - KClO3
- 塩素酸カルシウム - Ca(ClO3)2
- 塩素酸銀(I) - AgClO3
- 塩素酸ナトリウム - NaClO3
- 塩素酸バリウム - Ba(ClO3)2
- エンドセリン
- エンドリン - C12H8Cl6O
- オーラミン - C17H22ClN3
- オキセピン - C6H6O
- オクタノール - CH3(CH2)7OH
- オクタン - C8H18
- オクタン酸 → カプリル酸
- オルニチン - C5H12N2O2
- オレイン酸 - C18H34O2
- オロチジン
- オロト酸 - C5H4N2O4

## カ行
- 過塩素酸 - HClO4
- 過塩素酸アンモニウム - NH4ClO4
- 過塩素酸カリウム - KClO4
- 過塩素酸銀(I) - AgClO4
- 過塩素酸ナトリウム - NaClO4
- 過キセノン酸 - XeO2(OH)4
- 過酢酸 - CH3COOOH
- 過酸化亜鉛 - ZnO2
- 過酸化亜硝酸 - NHO3
- 過酸化カルシウム - CaO2
- 過酸化水素 - H2O2
- 過酸化ストロンチウム - SrO2
- 過酸化セシウム - Cs2O2
- 過酸化ナトリウム - Na2O2
- 過酸化バリウム - BaO2
- 過酸化ベンゾイル - C14H10O4
- 過酸化リチウム - Li2O2
- 過酸化ルビジウム - Rb2O2
- 過臭素酸 - HBrO4
- 過テクネチウム酸 - HTcO4
- カテコール - C6H4(OH)2
- カフェイン - C8H10N4O2
- カプサイシン - C18H27NO3
- カプサンチン
- カプロン酸 - C6H12O2
- 過マンガン酸 - HMnO4
- 過マンガン酸カリウム - KMnO4
- 過マンガン酸ナトリウム - NaMnO4
- 過ヨウ素酸 - HIO4
- ガラクトース - C6H12O6
- ガラニン
- カラミン - (ZnOH)2SiO3
- カリクレイン
- カリジン
- カルシウムシアナミド - CaCN2
- カルバゾール - C12H9N
- カルバミン酸 - H2NCOOH
- カルバモイルリン酸 - CH4NO5P
- カルボシステイン - C5H9NO4S
- カルボプラチン - C6H12N2O4Pt
- カルボン - C10H4O
- カレン - C10H16
- カロン - C10H10O3
- カンタリジン
- カンファー → 樟脳
- カンレノ酸 - C22H29KO4
- キク酸 - C10H16O2
- ギ酸 - HCOOH
- ギ酸カルシウム - (HCOO)2Ca
- キサンチル酸 - C10H13N4O9P
- キサントシン
- ギ酸ナトリウム - HCOONa
- ギ酸メチル - HCOOCH3
- キシリトール - C5H12O5
- キシレン - C8H10
- キシロース - C5H10O5
- キセノン酸 - H2XeO4
- 吉草酸 - CH3(CH2)3COOH
- キナ酸 - C7H12O6
- キニーネ - C20H24N2O2
- キヌレニン - C10H12N2O3
- ギムネマ酸 - C43O66H13
- キュバン - C8H8
- グアイアコール - C7H8O2
- グアイエン - C15H24
- グアイオール
- グアニジン - CH5N3
- グアニル酸 - C10H14N5O8P
- グアニン - C5N5H5O
- グアノシン - C10H13N5O5
- クエン酸 - C3H4OH(COOH)3
- クマリン - C9H6O2
- クマリン酸 →クマル酸
- クマル酸 - C9H8O3
- クメン - C9H12
- クメンヒドロペルオキシド - C9H12O2
- クラリスロマイシン - C38H69NO13
- グリオキシル酸 - C2H2O3
- グリシン - NH2CH2COOH
- クリスタルバイオレット - C25H30N3Cl
- グリセリン - CH2OHCHOHCH2OH
- グリセルアルデヒド - CH(OH)CHOCH2OH
- グリセルアルデヒド-3-リン酸 - C3H7O6P
- クリプトン - C9H14O
- クリンダマイシン - C18H33ClN2O5S
- クルクリン
- グルコース →ブドウ糖
- グルコサミン - C6H13NO5
- グルタミン - C5H10N2O3
- グルタミン酸 - C5H9NO4
- グルマリン
- クレアチニン - C4H7N3O
- クレアチン - C4H9N3O2
- クレゾール - C7H8O
- クロトン酸 - C4H6O2
- クロム酸 - H2CrO4
- クロム酸カリウム - K2CrO4
- クロム酸銀 - Ag2CrO4
- クロム酸ナトリウム - Na2CrO4
- クロム酸鉛 - PbCrO4
- クロム酸バリウム - BaCrO4
- クロラール - CCl3CHO
- クロラニル - C6Cl4O2
- クロロエタン - C2H5Cl
- クロロエチレン - C2H3Cl
- クロロギ酸 - ClCOOH
- クロロキン - C18H26ClN
- クロロゲン酸 - C16H18O9
- クロロ酢酸 - C2H3ClO2
- クロロシクロヘキサン - C6H11Cl
- クロロピクリン - CCl3NO2
- クロロプレン - C4H5Cl
- クロロベンジリデンマロノニトリル - C10H5ClN2
- クロロベンゼン - C6H5Cl
- クロロホルム - CHCl3
- クロロメタン - CH3Cl
- ケイ皮アルコール - C9H10O
- ケイ皮アルデヒド - C9H8O
- ケイ皮酸 - C9H8O2
- ケモカイン
- ゲラニオール - C10H18O
- ゲラニルゲラニオール - C20H34O
- ゲラニル二リン酸 - C10H20O7P2
- ゲラニルゲラニル二リン酸 - C20H36O7P2
- ゲンチジン酸 - C7H6O4
- コウジ酸 - C6H6O4
- コカイン - C17H21NO4
- 五酸化二窒素 - N2O5
- コハク酸 - C4H6O4
- コーヒー酸 - C9H8O4
- コプロスタノール - C27H48O
- コール酸 - C24H40O5
- コリスミ酸 - C10H10O6
- コリン - C5H14NO
- コルチコステロン - C21H30O4
- コルチゾン - C21H28O5
- コルチゾール - C21H30O5
- コルヒチン - C22H25NO6
- コレステロール - C27H46O
- コンゴーレッド - C32H22N6Na2O6S2

## サ行
- サイトカイニン
- サキナビル - C38H50N6O5
- 酢酸 - CH3COOH
- 酢酸エチル - CH3COOC2H5
- 酢酸水銀(II) - C4H6O4Hg
- 酢酸ビニル - CH2CHCOCH3
- 酢酸メチル - CH3COOCH3
- サマンダリン - C19H31NO2
- サリシン - C13H18O7
- サリチル酸 - C6H5(OH)COOH
- サリチル酸ナトリウム -  - C6H5(OH)COONa
- サリチル酸メチル - C6H4(OH)COOCH3
- サリドマイド - C13H10N2O4
- サルコシン - CH3NHCH2COOH
- サルブタモール - C13H21NO3
- サルフラワー - C16S8
- 酸化アルミニウム - Al2O3
- 酸化カリウム - K2O
- 酸化カルシウム - CaO
- 酸化銀(I) - Ag2O
- 酸化銀(I,III) - AgO
- 酸化水銀-HgO
- 酸化鉄 - Fe2O3
- 三酸化二窒素 - N2O3
- 三酸化二ヒ素 - As2O3
- サンタレン - C15H24
- サンタロール - C14H26O
- サンダロール - C14H26O
- 三チオン酸 - C15H24O
- 三チオン酸 - H2O6S3
- 三フッ化ホウ素 - BF3
- ジアセトンアクリルアミド - C9H15NO2
- シアナミド - CN2H2
- シアン - (CN)2
- 次亜塩素酸ナトリウム - NaClO
- シアン化カリウム（青酸カリウム） - KCN
- シアン化水素 - HCN
- シアン化ナトリウム（青酸ナトリウム） - NaCN
- シアン化メチル → アセトニトリル
- ジエチルエーテル - (C2H5)2O
- ジェルビン - C27H39NO3
- 四塩化炭素 - CCl4
- シキミ酸 - C7H10O5
- シクロアワオドリン - C36H60O24
- シクロイコサン - C20H40
- シクロウンデカン - C11H22
- シクロオクタデカン - C18H36
- シクロオクタン - C8H16
- シクロデカン - C10H20
- シクロテトラデカン - C14H28
- シクロドデカノン - C12H22O
- シクロドデカン - C12H24
- シクロトリデカン - C13H26
- シクロノナデカン - C19H38
- シクロノナン - C9H18
- シクロパミン - C27H41NO2
- シクロブタン - C4H8
- シクロプロパン - C3H6
- シクロヘキサデカノン - C16H30O
- シクロヘキサデカン - C16H32
- シクロヘキサノール - C6H11OH
- シクロヘキサン - C6H12
- シクロヘキシルヒドロペルオキシド - C6H11OOH
- シクロヘプタデカン - C17H34
- シクロヘプタン - C7H14
- シクロペンタジエン - C5H6
- シクロペンタデカン - C15H30
- シクロペンタン - C5H10
- シクロホスファミド - C7H15Cl2N2O2P・H2O
- シケリトール - C19H34O16
- シコニン - C16H16O5
- 四酸化オスミウム - OsO4
- 四酸化キセノン-XeO4
- 四酸化二窒素 - N2O4
- 四酸化三鉛 - Pb3O4
- ジジフィン
- ジスルフィラム - C10H20N2S4
- ジソピラミド - C21H29N3O
- 四チオン酸 - H2O6S4
- ジチオン酸 - H2S2O6
- シチジル酸 - C9H14N3O8P
- シチジン
- シトシン - C4H5N3O
- シネオール - C10H18O
- シベトン - C17H30O
- ジメチルスルホキシド - (CH3)2SO
- 臭化カリウム - KBr
- シュウ酸 - HOOC - COOH
- シュウ酸アンモニウム- C2H8N2O4
- シュウ酸ナトリウム- Na2C2O4
- シュウ酸カルシウム- CaC2O4
- シュウ酸鉄- Fe(C2O4)・2H2O
- 酒石酸 - C4H6O6
- ショウガオール - C17H24O3
- 硝酸 - HNO3
- 硝酸アンモニウム - NH4NO3
- 硝酸鉛 - PbNO3
- 硝酸カリウム (硝石) - KNO3
- 硝酸水銀(I)-Hg2(NO3)2
- 硝酸水銀(II)-Hg(NO3)2
- 硝酸銀 - AgNO3
- 硝酸ナトリウム - NaNO3
- 樟脳 - C10H16O
- シラン - SiH4
- シンナムアルデヒド - C8H7CHO
- 水酸化アルミニウム- Al(OH)3
- 水酸化カリウム (lye) - KOH
- 水酸化カルシウム - Ca(OH)2
- 水酸化ナトリウム - NaOH
- 水酸化マグネシウム - Mg(OH)2
- 水酸化鉄 - Fe(OH)2,Fe(OH)3
- 水酸化銅(II) - Cu(OH)2
- 水酸化バリウム - Ba(OH)2
- 水酸化リチウム - LiOH
- 水素化アルミニウムリチウム - Li+[AlH4]-
- 水素化ビス(2-メトキシエトキシ)アルミニウムナトリウム - NaAlH2(OC2H4OCH3)2
- スクアリン酸 - C4H2NO4
- スクアレン - C30H50
- スコポラミン - C17H21NO4
- スチビン - SbH3
- スチレン - C6H5C2H3
- ステアリン酸 - CH3(CH2)16COOH
- ストリキニーネ - C21H22N2O2
- ストロジン
- スピロデカン - C10H18
- スボレキサント - C23H23ClN6O2
- スリンダク - C20H17FO3S
- スルフィンピラゾン - C23H20N2O3S
- スワインソニン - C8H15NO3
- 石炭酸 → フェノール
- セルロース - C6nH10n+2O5n+1
- セロトニン
- セロビオース - C12H22O11
- ソマトスタチン

## タ行
- タキキニン(P物質)
- タブン - C2H5OP(O)(CN)N(CH3)2
- 炭化カルシウム - CaC2
- 炭化ケイ素 - SiC
- タングステン酸 - H2WO4
- タングステン酸ナトリウム - Na2WO4
- 炭酸 - H2CO3
- 炭酸亜鉛 - ZnCO3
- 炭酸アンモニウム - (NH4)2CO3
- 炭酸カリウム - K2CO3
- 炭酸カルシウム - CaCO3
- 炭酸水素アンモニウム - NH4HCO3
- 炭酸水素カリウム - KHCO3
- 炭酸水素ナトリウム - NaHCO3
- 炭酸ストロンチウム - SrCO3
- 炭酸ナトリウム - Na2CO3
- 炭酸バリウム - BaCO3
- 炭酸マグネシウム - MgCO3
- 炭酸マンガン(II) - MnCO3
- 炭酸リチウム - Li2CO3
- チアジン - C4H5NS
- チアゾール - C3H3NS
- チアミン - C12H17ClN4OS·HCl
- チオシアン酸 - HSCN
- チオシアン酸カリウム - KSCN
- チオシアン酸水銀(II)-Hg(SCN)2
- チオシアン酸ナトリウム - NaSCN
- チオフェノール - C6H6S
- チオフェン - C4H4S
- チオ硫酸 - H2S2O3
- チオ硫酸ナトリウム - Na2S2O3
- チタン酸バリウム - BaTiO3
- 窒化ガリウム - GaN
- 窒化ケイ素 - Si3N4
- 窒化ホウ素 - BN
- 窒化マグネシウム - Mg2N3
- 窒化リチウム - Li3N
- チミジル酸 - C10H15N2O8P
- チミジン
- チミン - C5N2H6O2
- チモール - C10H14O
- チモールブルー - C27H30O5S
- チロシン - C9O3H11N
- テアニン - C7H14N2O3
- DIMBOA - C9H9NO5
- デオキシアデノシン三リン酸 - C10H16N5O12P3
- デオキシアデノシン一リン酸 - C10H14N5O6P
- デオキシアデノシン二リン酸 - C10H15N5O9P2
- デオキシグアノシン一リン酸 - C10H14N5O7P
- デオキシグアノシン三リン酸 - C10H16N5O13P3
- デオキシグアノシン二リン酸 - C10H15N5O10P2
- デオキシシチジン一リン酸 - C9H14N3O7P
- デオキシシチジン三リン酸 - C9H16N3O13P3
- デオキシシチジン二リン酸 - C9H15N3O10P2
- デオキシリボース - C5H8O4
- テオブロミン
- デカン - C10H22
- テストステロン - C9H28O2
- テトラアンミン亜鉛(II)水酸化物 -［Zn(NH3)4］(OH)2
- テトラクロロメタン - CCl4
- テトラヒドロキシド亜鉛(II)酸ナトリウム - Na2［Zn(OH)4］
- テトラヒドロシドアルミン酸ナトリウム - Na［Al(OH)4］
- テトロドトキシン - C11H17N3O8
- テノイルトリフルオロアセトン - C8H5F3O2S
- テルル化水素 - H2Te
- テルル化水銀 - HgTe
- ドーパミン
- ドウモイ酸 - C15H21NO6
- トリアジン - C3H3N3
- トリニトロトルエン - C6H2(NO2)3CH3
- トルエン - C6H5CH3
- トロンボキサン

## ナ行
- ナトリウムアミド - NaNH2
- ナフタレン - C10H8
- ナフチルアミン - C10H9N
- ナフトール - C10H8O
- 二塩化硫黄 - SCl2
- 二塩化キセノン - XeCl2
- 二塩化ゲルマニウム - GeCl2
- 二クロム酸 - H2Cr2O7
- 二クロム酸アンモニウム - NH42Cr2O7
- 二クロム酸カリウム - K2Cr2O7
- 二クロム酸ナトリウム - Na2Cr2O7
- ニコチン - C10H14N2
- ニコチンアミド - C6H6N2O
- ニコチンアミドアデニンジヌクレオチド - C21H27N7O14P2
- ニコチンアミドアデニンジヌクレオチドリン酸 - C21H29N7O17P3
- ニコチンアミドモノヌクレオチド
- ニコチン酸 - C6H5NO2
- 二酸化硫黄 - SO2
- 二酸化塩素 - ClO2
- 二酸化ケイ素 - SiO2
- 二酸化ゲルマニウム - GeO2
- 二酸化炭素 - CO2
- 二酸化チタン - TiO2
- 二酸化窒素 - NO2
- 二酸化テルル - TeO2
- 二酸化鉛 - PbO2
- 二酸化マンガン - MnO2
- ニトロアニリン - C6H6N2O2
- ニトログリセリン - C3H5(NO2)3
- ニトロトルエン - C7H7NO2
- ニトロベンゼン - C6H5NO2
- ニトロトルエン - CH3NO2
- 二フッ化キセノン - XeF2
- 二ホウ化マグネシウム - MgB2
- 乳酸 - CH3CH(OH)COOH
- 乳糖 - C12H22O11
- ニューロキニン
- 尿酸 - C5H4N4O3
- 尿素 - CO(NH2)2
- 二硫化炭素 - CS2
- 二硫酸 - H2S2O7
- 二リン酸 - H4P2O7
- ニンヒドリン - C9H6O4
- ヌクレオシジン
- ノナン - C9H20
- ノルアドレナリン

## ハ行
- バイナップ - C44H32P2
- 麦芽糖 - C12H22O11
- バニリン - C8H8O3
- バニリン酸 - C8H8O4
- バニリルアルコール - C8H10O3
- パラチオン - C10H14NO5PS
- バリン - C5H11NO2
- バルビタール - C8H12N2O3
- バルビツール酸 - C4H4N2O3
- パルミチン酸 - C16H32O2
- バンコマイシン - C66H75Cl2N9O24
- パントテン酸 - C9H17NO5
- ヒ化ガリウム - GaAs
- ピクリン酸 - C6H2(OH)(NO2)3
- ヒスタミン - C5H9N3
- ヒスチジン - NH2CH(C4H5N2)COOH
- ヒドラジン - N2H4
- ヒドロキシジン - C21H27ClN2O2
- ヒドロキノン - C6H6O2
- ヒドロコドン - C18H21NO3
- ヒドロコルチゾン - C21H30O5
- ピナコール - C6H14O2
- ピナコールボラン - C6H13BO2
- ピナコリルアルコール - C6H14O
- ピナコロン - C6H12O
- ビニルアルコール - C2H3OH
- ヒノキチオール - C10H12O2
- ピバル酸 - C5H10O2
- ピペリジン - C5H11N
- ピポキシジン - C24H31NO3
- ピラジン - C4H4N2
- ピラン - C5H6O
- ピリジン - C5H5N
- ピリダジン - C4H4N
- ピリミジン - C4H4N2
- ピルビン酸 - C3H4O3
- ピレン - C16H10
- ピロリン酸 - H4P2O7
- フェニルアラニン - C6H5CH2CH(COOH)NH2
- フェネトール - C6H5OC2H5
- フェノール - C6H5OH
- フェノールフタレイン - C20H14O4
- フェロセン - (C5H5)2Fe
- プソイドウリジン
- ブタン - C4H10
- ブタジエン - C4H6
- フッ化カルシウム - CaF
- フッ化水素 - HF
- フッ化水銀(I) - Hg2F2
- フッ化スルフリル - SO2F2
- フッ化ベリリウム - BeF2
- ブドウ糖 - C6H12O6
- プトレシン - C4H12N2
- ブラジキニン
- フラバン
- フラビンアデニンジヌクレオチド - C17H33N9H15P2
- フラビンモノヌクレオチド - C17H21N4O9P
- フラボン - C15H10O2
- フラボノール
- フラン - C4H4O
- プリン - C5N4H4
- フルオロアンチモン酸 - HF6Sb
- フルオロウラシル - C4H3FN2O2
- フルオロカーボン
- フルオロスルホン酸 - FSO3H
- プロスタグランジン
- プロスタサイクリン
- プロパン - C3H8
- プロピオン酸 - CH3CH2COOH
- ブロモチモールブルー - C27H28Br2O5S
- ブロモメタン - BrCH3
- β-カロテン - C40H56
- ヘキサメチレンジアミン - NH2-(CH2)6-NH2
- ベオシスチン - C11H15N2O4P
- ヘキサン - C6H14
- ベクロメタゾン - C28H37ClO7
- ヘプタン - C7H16
- ペルオキソ一硫酸 - H2SO5
- ペルオキシ一硫酸カリウム - KHSO5
- ペルオキソ二硫酸 - H2S2O8
- ペルフルオロオクタン酸 - C7F15COOH
- ペルフルオロオクタンスルホン酸 - C8F17SO3H
- ベンジルアルコール - C6H5CH2OH
- ベンズアルデヒド - C6H5CHO
- ベンゼン - C6H6
- ベンゾフェノン - C6H5COC6H5
- ペンタゾシン - C19H27NO
- ベンダムスチン - C16H21Cl2N3O2
- ペンタン - C5H12
- ベンフォチアミン - C19H23N4O6PS
- ホウ砂 - Na2B4O7·10H2O
- ホウ酸 - H3BO3
- 補酵素A
- 補酵素B - C11H22NO7PS
- 補酵素F420 - C29H36N5O18P
- 補酵素M - C2H6O3S2
- 補酵素Q
- ホスゲン - COCl2
- ホスフィン - PH3
- ホスホエノールピルビン酸 - C3H5O6P
- ホスホリボシルアミン - C5H12NO7P
- 没食子酸 - C6H2(OH)3COOH
- ボラジン - B3N3H6
- ボラン - BH3
- ポルフィリン
- ホルムアルデヒド - HCHO
- ボルネオール - C10H14O
- ホルボール - C20H28O6
- ホルボール 12,13-ジブチラート - C28H40O8
- ホルボール 12-ミリスタート 13-アセタート - C36H56O8
- ボンクレキン酸 - C28H38O7
- ボンベシン - C71H110N24O18S

## マ行
- マイトトキシン - C164H256O68S2Na2
- マスタードガス - C4H8Cl2S
- マロン酸 - HOOCCH2COOH
- マンノース - C6H12O6
- 水 - H2O
- マンノサミン - C6H13NO5
- ミラクリン
- ミラメリン - C8H14N2O
- ムスコン - C16H30O
- メタノール - CH3OH
- メタン - CH4
- メタクリル酸 - C4H6O2
- メタクリル酸メチル - C5H8O2
- メタクロロ過安息香酸 - C7H5ClO3
- メチオニン - C5H11NO2S
- メチルエルゴメトリン - C20H25N3O2
- メチルオレンジ - C14H14N3NaO3S
- メチルコバラミン - C63H91CoN13O14P
- メチルシクロヘキサン - C7H14
- メチルフェニデート - C14H19NO2
- メチレンジオキシメタンフェタミン - C11H15NO2
- メチレンブルー - C16H18ClN3S
- メトキシケイ皮酸エチルヘキシル - C18H26O3
- メトキシフルラン - C3H4Cl2F2O
- メバロン酸 - CH(OH)CH2CCH3)(OH)CH2CH3
- メラミン - C3H3(NH2)3
- メントール - C10H20O
- モダフィニル - C15H15NO2S

## ヤ行
- ヤヌスグリーン - C30H31N6Cl
- ユビキノン
- ヨウ化銀(I) - AgI
- ヨウ化水素-HI
- ヨウ化ナトリウム - NaI
- ヨウ化鉛 - PbI2
- ヨウ化カリウム - KI
- 葉酸 - C19H19N7O6
- ヨウ素酸 - HIO3
- ヨウ素酸カリウム - KIO3
- ヨードベンゼン - C6H5I
- ヨードホルム - CHI3
- ヨードメタン - CH3I
- ヨードレシニフェラトキシン - C37H39IO9

## ラ行
- 雷酸 - HCNO
- 雷酸銀(I) - AgCNO
- 雷酸水銀(II) - Hg(CNO)2
- ラウリン酸 - CH3(CH2)10COOH
- 酪酸 - CH3(CH2)2COOH
- ラクトース - C12H22O11
- ラムノース - C6H12O5
- ラノステロール
- リシン - H2NC5H9(COOH)NH2
- リゼルグ酸 - C16H16N2O2
- リノール酸 - C18H32O2
- リノレン酸
- リボシルチミン
- リボース - C5H10O5
- リボフラビン - C17H20N4O6
- リモネン - C10H16
- リモニン - C26H30O8
- 硫化亜鉛 - ZnS
- 硫化カドミウム - CdS
- 硫化カリウム - K2S
- 硫化カルシウム - CaS
- 硫化銀(I) - Ag2S
- 硫化水銀(II) - HgS
- 硫化水素 - H2S
- 硫化水素ナトリウム - NaHS
- 硫化スズ(II) - SnS
- 硫化スズ(IV) - SnS2
- 硫化鉄(II) - FeS
- 硫化鉄(III) - Fe2S3
- 硫化銅(I) - Cu2S
- 硫化銅(II) - CuS
- 硫化ナトリウム - Na2S
- 硫化鉛(II) - PbS
- 硫酸 - H2SO4
- 硫酸亜鉛 - ZnSO4
- 硫酸アルミニウム - Al2(SO4)3
- 硫酸アンモニウム(硫安) - (NH4)2SO4
- 硫酸カドミウム - CdSO4
- 硫酸カリウム - K2SO4
- 硫酸カリウムアルミニウム十二水和物 - AlK(SO4)2･12H2O
- 硫酸カルシウム - CaSO4
- 硫酸銀(I) - Ag2SO4
- 硫酸クロム(III) - Cr2(SO4)3
- 硫酸水銀(I) - Hg2SO4
- 硫酸水素ナトリウム - NaHSO4
- 硫酸鉄(II) - FeSO4
- 硫酸鉄(III) - Fe2(SO4)3
- 硫酸銅(II) - CuSO4
- 硫酸ナトリウム - Na2SO4
- 硫酸鉛(II) - PbSO4
- 硫酸ニッケル(II) - NiSO4
- 硫酸バリウム - BaSO4
- 硫酸マグネシウム - MgSO4
- 硫酸マンガン(II) - MnSO4
- 硫酸リチウム - Li2SO4
- リンゴ酸 - C4H6O5
- リン酸 - H3PO4
- リン酸アンモニウム - (NH4)3PO4
- リン酸一水素カルシウム - CaHPO4
- リン酸三カリウム - K3PO4
- リン酸三カルシウム - CaPO4
- リン酸三ナトリウム - Na3PO4
- リン酸水素二カリウム - K2HPO4
- リン酸水素二ナトリウム - Na2HPO4
- リン酸二水素カリウム - KH2PO4
- リン酸二水素カルシウム - Ca(H2PO4)2
- リン酸二水素ナトリウム - NaH2PO4
- リン酸マグネシウム - Mg3(PO4)2
- リンフォカイン
- ルチン - C27H30O16
- ルテオリン - C15H10O6
- ルミノール - C8H7N3O2
- レゾルシノール - C6H4(OH)2
- レブリン酸 - C5H8O3
- ロイコトリエン
- ロイシン - C6H13NO2
- ロッシェル塩 - KNaC4H4O6
- 六フッ化硫黄 - SF6
- 六フッ化ウラン - UF6

## ワ行
- ワルファリン - C19H16O4